# Agordat
Agordat, também conhecida como Akordat ou  Ak'ordat  (Ge'ez: ኣቆርዳት), foi a antiga capital da extinta província de Barka, na Eritreia (atualmente dividida entre as regiões de Gash-Barka e Anseba).

## Localização
Agordat localiza-se nas margens do rio Barka, no oeste do país. Atualmente é um importante centro comercial e abriga uma grande mesquita. A cidade era a última grande cidade pela qual passava a ferrovia da Eritreia até Maçuá, através de Asmara. A linha continuou adiante até terminar em Bishia. A economia local é dependente da passagem de comerciantes que se deslocam entre Asmara e Kassala, no Sudão.

## Galeria

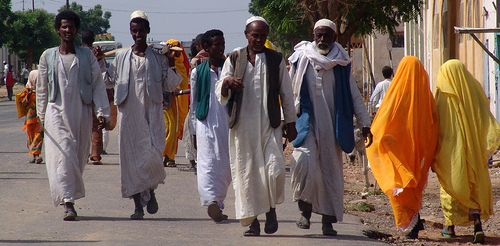
Habitantes de Agordat
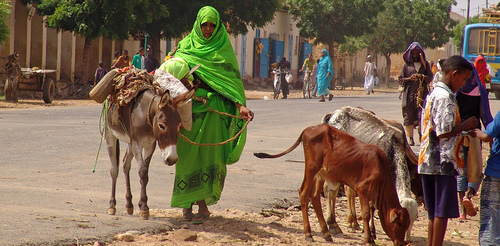
Habitantes de Agordat
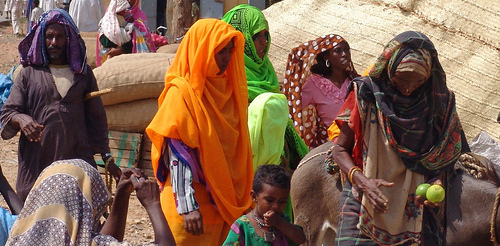
Habitantes de Agordat